# قارچ سمی (فیلم)
قارچ سمی فیلمی ایرانی محصول ۱۳۸۰ به نویسندگی، تهیه‌کنندگی و کارگردانی رسول ملاقلی‌پور است. جمشید هاشم‌پور، میترا حجار، فرهاد قائمیان، رؤیا تیموریان، انوشیروان ارجمند و آتنه فقیه نصیری از بازیگران فیلم هستند.
این فیلم در بهمن ۱۳۸۰ در بیستمین دوره جشنواره فیلم فجر به نمایش درآمد و نامزد دریافت جوایز بهترین فیلم، بهترین فیلمنامه، بهترین بازیگر نقش مکمل زن (تیموریان) و بهترین طراحی صحنه و لباس (علی فداکار) شد که توانست دو سیمرغ بلورین در رشته‌های بهترین موسیقی متن و بهترین تدوین کسب کند. این فیلم در ۸ فروردین ۱۳۸۱ در سینما اکران شد. این فیلم در سینماهای تهران ۵۷ میلیون تومان فروش داشت.

## داستان فیلم
قارچ سمی بازگوکنندهٔ حال و هوای آدم‌هایی است که از دل سال‌های جنگ می‌آیند اما در فضای سال ۱۳۸۰ تنفس می‌کنند و عده ای می‌خواهند از مقام و منصب شان بنفع خود بهره برده و افراد با وجدانی می‌خواهند کمی جلوی سوء استفاده آنها را بگیرند.
مهندس دومان قائمی مدیرعامل یک شرکت موفق ساختمانی است. او همچنان خود را معتقد به باورهای سال‌های گذشته دوران جنگ می‌داند. اما زندگی مهندس دومان بستر حوادثی است. در این میان یک دیدار غیرمنتظره و یک تصادف او را به وادی جدیدی می‌کشاند. تصادف با «بیتا» و دیداری غیرمنتظره با «سلیمان» همرزم سال‌های دفاع مقدس که اکنون در کنج آسایشگاه جانبازان روزگار می‌گذراند.
سلیمان، با حضور خود در زندگی دومان اهمیت قرار گرفتن در مسیر آن ارزش‌ها را پررنگ تر می‌کند. بیتا دختری جوان که علاقه چندانی به نامزدش ندارد و دومان را همچون مرد آرمانی و افسانه‌ای به عنوان تکه گم شده‌ای از خود می‌پندارد. مهندس قائمی که دیگر حاضر به تن دادن به شرایط روز نیست با هیئت مدیره و سهامداران شرکت درگیر می‌شود و آن‌ها زندگی خصوصی دومان و همسرش آلما را متلاشی می‌کنند و با پرونده سازی، او را به زندان می‌فرستند. در زندان توسط هم سلولی‌هایش معتاد می‌شود و وضع جسمی و روحی بدی پیدا می‌کند، در حالی که دشمنان او در شرکت، همچنان آزادانه به عوام فریبی مشغولند. پس از آزادی از زندان، بیتا از دومان تقاضا می‌کند در مراسم عقد او و نامزدش به عنوان شاهد حضور داشته باشد. دومان می‌پذیرد، اما سراغ سلیمان می‌رود و از او می‌خواهد وی را در نابودی کسانی که برای او پرونده‌سازی کرده‌اند، یاری کنند. دومان و سلیمان دو تن از مدیران و سهامداران اصلی شرکت را در یک درگیری می‌کشند و خود نیز کشته می‌شوند.

## بازیگران
- جمشید هاشم‌پور
- میترا حجار
- فرهاد قائمیان
- انوشیروان ارجمند
- رؤیا تیموریان
- امیر جعفری
- عبدالرضا زهره کرمانی
- افسون فرهت
- آتنه فقیه‌نصیری
- حسن عباسی
- حسین رامه

## جوایز و انتخاب‌ها
| قسمت                      | شخص               | نتیجه   | جایزه        |
| ------------------------- | ----------------- | ------- | ------------ |
| بهترین فیلم               | رسول ملاقلی‌پور    | کاندیدا | سیمرغ بلورین |
| بهترین بازیگر نقش اول مرد | جمشید هاشم پور    | کاندیدا | سیمرغ بلورین |
| بهترین بازیگر نقش اول زن  | میترا حجار        | کاندیدا | سیمرغ بلورین |
| بهترین بازیگر نقش مکمل زن | رویا تیموریان     | کاندیدا | سیمرغ بلورین |
| بهترین فیلمنامه           | رسول ملاقلی‌پور    | کاندید  | سیمرغ بلورین |
| بهترین موسیقی متن         | ناصر چشم‌آذر       | برنده   | سیمرغ بلورین |
| بهترین طراحی صحنه و لباس  | علی فداکار        | کاندیدا | سیمرغ بلورین |
| بهترین تدوین              | بهرام دهقان       | برنده   | سیمرغ بلورین |
| بهترین جلوه‌های ویژه       | محمدرضا شرف الدین | برنده   | سیمرغ بلورین |

1. برنده سیمرغ بلورین بهترین تدوین (بهرام دهقانی) - دوره ۲۰ جشنواره فیلم فجر (بخش مسابقه سینمای ایران) در سال ۱۳۸۰
2. برنده سیمرغ بلورین بهترین موسیقی متن (ناصر چشم‌آذر)- دوره ۲۰ جشنواره فیلم فجر (بخش مسابقه سینمای ایران) در سال ۱۳۸۰
3. کاندیدای سیمرغ بلورین بهترین طراحی صحنه و لباس (علی فداکار) - دوره ۲۰ جشنواره فیلم فجر (بخش مسابقه سینمای ایران) در سال ۱۳۸۰
4. برنده سیمرغ بلورین بهترین جلوه‌های ویژه (محمدرضا شرف الدین) - دوره ۲۰ جشنواره فیلم فجر (بخش مسابقه سینمای ایران) در سال ۱۳۸۰
5. کاندیدای سیمرغ بلورین بهترین فیلم (رسول ملاقلی‌پور)- دوره ۲۰ جشنواره فیلم فجر (بخش مسابقه سینمای ایران) در سال ۱۳۸۰
6. کاندیدای سیمرغ بلورین بهترین فیلمنامه (رسول ملاقلی‌پور) - دوره ۲۰ جشنواره فیلم فجر (بخش مسابقه سینمای ایران) در سال ۱۳۸۰
7. کاندیدای سیمرغ بلورین بهترین بازیگر نقش مکمل زن (رؤیا تیموریان) - دوره ۲۰ جشنواره فیلم فجر (بخش مسابقه سینمای ایران) در سال ۱۳۸۰
8. بهترین جلوه‌های ویژه سال (محمدرضا شرف الدین) - دوره ۱۷ منتخب نویسندگان و منتقدان (بخش بهترین‌های سال) در سال ۱۳۸۱
9. چهارمین بازیگر نقش اول مرد سال (جمشید هاشم پور)- دوره ۱۷ منتخب نویسندگان و منتقدان (بخش بهترین‌های سال) در سال ۱۳۸۱
10. کاندیدای لوح زرین انتخاب ویژه سال (بهرام دهقانی) - دوره ۳ منتخب سایت ایران اکتور (بخش بهترین‌های سال) در سال ۱۳۸۲
11. کاندیدای تندیس زرین بهترین تدوین (بهرام دهقانی) - دوره ۷ جشن خانه سینما (بخش مسابقه) در سال ۱۳۸۲
12. کاندید تندیس زرین بهترین موسیقی متن (ناصر چشم‌آذر) - دوره ۷ جشن خانه سینما (بخش مسابقه) در سال ۱۳۸۲
13. کاندیدای لوح زرین انتخاب ویژه سال (ناصر چشم‌آذر) - دوره ۳ منتخب سایت ایران اکتور (بخش بهترین‌های سال) در سال ۱۳۸۲
14. کاندید تندیس زرین بهترین چهره پردازی (جلال معیریان) - دوره ۷ جشن خانه سینما (بخش مسابقه) در سال ۱۳۸۲
15. کاندیدای لوح زرین بهترین فیلم سال (رسول ملاقلی‌پور) - دوره ۳ منتخب سایت ایران اکتور (بخش بهترین‌های سال) در سال ۱۳۸۲
16. کاندیدای تندیس زرین فیلم منتخب انجمن نویسندگان و منتقدان (رسول ملاقلی‌پور) - دوره ۷ جشن خانه سینما (بخش مسابقه) در سال ۱۳۸۲
17. کاندیدای لوح زرین بهترین کارگردان سال (رسول ملاقلی‌پور)- دوره ۳ منتخب سایت ایران اکتور (بخش بهترین‌های سال) در سال ۱۳۸۲
18. کاندیدای لوح زرین بهترین بازیگر مرد (فرهاد قائمیان) - دوره ۳ منتخب سایت ایران اکتور (بخش بهترین‌های سال) در سال ۱۳۸۲
19. کاندیدای تندیس زرین بهترین بازیگر نقش مکمل زن (رؤیا تیموریان) - دوره ۷ جشن خانه سینما (بخش مسابقه) در سال ۱۳۸۲
20. کاندیدای تندیس زرین بهترین چهره پردازی (فرامرز بادرامپور) - دوره ۷ جشن خانه سینما (بخش مسابقه) در سال ۱۳۸۲